# 진이왕
진이왕(辰爾王)은 7세기 초의 백제의 왕족으로, 법왕과 무왕 사이 공위기에 즉위한 것으로 거론되는 인물 중 하나이다.
일본의 신찬성씨록에 등장한다.

## 생애
《삼국사기》와 《삼국유사》에는 등장하지 않는다. 그의 존재는 조선 정종 때 일본의 번주 오우치 요시히로(大內義弘)가 보낸 족보를 통해 알려졌다. 오우치 요시히로는 자신이 성왕의 셋째 아들 임성태자의 후손이라는 것을 확인, 입증해 달라는 공문을 정종 1년(1398년) 7월에 조선으로 정식으로 보냈는데, 거기에 진이왕에 관한 기록이 나타난다.

## 일본 측 기록
백제 왕족으로, 왜국 도요타 씨와 오우치 씨 가문의 제15세대 선조라고 한다. 일본 신찬성씨록, 도요다 씨와 오우치 씨의 족보에 따르면 그는 법왕과 무왕 사이 즉위한 국왕이다.
일본 도요타 씨 가문의 가계도에서는 14대조 법왕과 16대조 무왕 사이에 존재한다. 법왕과 아좌태자의 왕위 다툼을 중재하기 위해 일본 측에서 임시로 즉위한 것이라는 추측이 있으나 확실하지 못하다.

## 가계
- 부왕 : 위덕왕 또는 법왕
- 적모 : 왕후 해씨(王后 解氏)
- 생모 : ?
  - 국왕 : 진이왕
  - 왕비 : ?
    - 아들 : 무왕(武王)
- 서모 : ?
  - 서제 : ? 
    - 조카 : 귀실복신(鬼室福信)

## 같이 보기
- 위덕왕
- 아좌태자
- 임성태자
- 법왕
- 무왕
- 의자왕

## 참고 문헌
- 《신찬성씨록》